# Gnathochorisis flavipes
Gnathochorisis flavipes är en stekelart som beskrevs av Förster 1871. Gnathochorisis flavipes ingår i släktet Gnathochorisis och familjen brokparasitsteklar. Inga underarter finns listade i Catalogue of Life.